# Boys Town (Nebraska)
Boys Town is een plaats (village) in de Amerikaanse staat Nebraska, en valt bestuurlijk gezien onder Douglas County.
De stad is gesticht als het hoofdkwartier van de organisatie Boys Town, nu bekend onder de naam Girls and Boys Town. Deze organisatie tracht risicojeugd een tehuis en onderwijs te bieden. De organisatie werd gesticht door vader Edward J. Flanagan.

## Demografie
Bij de volkstelling in 2000 werd het aantal inwoners vastgesteld op 818.
In 2006 is het aantal inwoners door het United States Census Bureau geschat op 919, een stijging van 101 (12,3%).

## Geografie
Volgens het United States Census Bureau beslaat de plaats een oppervlakte van
3,7 km², waarvan 3,6 km² land en 0,1 km² water.

## Plaatsen in de nabije omgeving
De onderstaande figuur toont nabijgelegen plaatsen in een straal van 12 km rond Boys Town.